# Coupe de France 1950/51
Het seizoen 1950/51 was het 34e seizoen van de Coupe de France in het voetbal. Het toernooi werd georganiseerd door de Franse voetbalbond.
Dit seizoen namen er voor het eerst meer dan 1000 clubs deel (1010, 29 meer dan de record deelname in het seizoen 1948/49). De competitie ging in de zomer van 1950 van start en eindigde op 6 mei 1951 met de finale in het Stade Olympique Yves-du-Manoir in Colombes. De finale werd gespeeld tussen RC Strasbourg (voor de derde keer finalist) en US Valenciennes-Anzin (voor het eerst finalist). RC Strasbourg versloeg US Valenciennes-Anzin met 3-0.

## Uitslagen

### 1/32 finale
De wedstrijden werden op 4 januari gespeeld.
| Winnaar               | Uitslag | Verliezer            |
| --------------------- | ------- | -------------------- |
| RC Strasbourg         | 5-3     | Olympique Nîmes      |
| US Valenciennes-Anzin | 4-1     | Racing Calais        |
| FC Nancy              | 6-1     | Stade Saint-Germain  |
| AS Saint-Étienne      | 1-0     | CO Roubaix-Tourcoing |
| OGC Nice              | 2-0     | FC Gueugnon          |
| RC Paris              | 3-0     | AS Béziers           |
| Stade Français        | 2-1     | Arago Sport Orléans  |
| Le Havre AC           | 4-1     | Toulouse FC          |
| FC Annecy             | 2-0     | CA Vitry             |
| Lille OSC             | 4-1     | US Quevilly          |
| Olympique Alès        | 2-1     | CO Roche-la-Molière  |
| UA Sedan Torcy        | 1-0     | SPN Vernon           |
| SO Montpellier        | 2-1     | RC Lens              |
| RCFC Besançon         | 4-2     | AS Cannes-Grasse     |
| AS Troyes-Savinienne  | 5-2     | Stade Quimper        |
| Olympique Marseille   | 2-0     | AC Amiens            |

| Winnaar            | Uitslag | Verliezer               |
| ------------------ | ------- | ----------------------- |
| ES Thaon           | 3-0     | SR Delle                |
| CA Paris           | 3-0     | CA Le Puy               |
| Girondins Bordeaux | 2-1     | SM Caen                 |
| SO Merlebach       | 4-0     | CS La Voulte Valence    |
| Stade Rennes       | 1-0     | CA Montreuil            |
| SC Draguignan      | 5-1     | LB Châteauroux          |
| Sporting Toulon    | 2-0     | Olympique Lyon          |
| SO L’Isle          | 1-0     | FC Scionzier            |
| AS Monaco          | 4-2     | US Blanzy-Montceau      |
| FC Sochaux         | 1-0     | US Le Mans              |
| Chamois Niort FC   | 3-1     | Stade Macau             |
| FC Sète            | 3-1     | La Bastidienne Bordeaux |
| ES Bully           | 3-2 nv  | AS Cherbourg-Stella     |
| SC Fouquières      | 3-2     | AS Poissy               |
| FC Metz            | 3-1     | Stade Reims             |
| US Bruay           | 3-0     | EA Guingamp             |

### 1/16 finale
De wedstrijden werden op 4 februari gespeeld, de enige beslissingswedstrijd op 11 februari.
| Winnaar               | Uitslag | Verliezer          |
| --------------------- | ------- | ------------------ |
| RC Strasbourg         | 2-1     | ES Thaon           |
| US Valenciennes-Anzin | 2-0     | CA Paris           |
| FC Nancy              | 2-1     | Girondins Bordeaux |
| AS Saint-Étienne      | 3-0     | SO Merlebach       |
| OGC Nice              | 6-1     | Stade Rennes       |
| RC Paris              | 3-0 nv  | SC Draguignan      |
| Stade Français        | 5-1     | Sporting Toulon    |
| Le Havre AC           | 2-1     | SO L’Isle          |

| Winnaar              | Uitslag     | Verliezer        |
| -------------------- | ----------- | ---------------- |
| FC Annecy            | 2-1         | AS Monaco        |
| Lille OSC            | 1-0         | FC Sochaux       |
| Olympique Alès       | 3-2 nv      | Chamois Niort FC |
| UA Sedan Torcy       | 4-0         | FC Sète          |
| SO Montpellier       | 5-1         | ES Bully         |
| RCFC Besançon        | 0-0 nv; 6-2 | SC Fouquières    |
| AS Troyes-Savinienne | 3-1         | FC Metz          |
| Olympique Marseille  | 4-0         | US Bruay         |

### 1/8 finale
De wedstrijden werden op 26 februari gespeeld, de enige beslissingswedstrijd op 2 maart.
| Winnaar               | Uitslag | Verliezer      |
| --------------------- | ------- | -------------- |
| RC Strasbourg         | 3-0     | FC Annecy      |
| US Valenciennes-Anzin | 2-1     | Lille OSC      |
| FC Nancy              | 6-1     | Olympique Alès |
| AS Saint-Étienne      | 3-1     | UA Sedan Torcy |

| Winnaar        | Uitslag | Verliezer            |
| -------------- | ------- | -------------------- |
| OGC Nice       | 2-0 nv  | SO Montpellier       |
| RC Paris       | 4-0     | RCFC Besançon        |
| Stade Français | 2-1     | AS Troyes-Savinienne |
| Le Havre AC    | 1-0     | Olympique Marseille  |

### Kwartfinale
De wedstrijden werden op 18 maart gespeeld, de beslissingswedstrijden op 29 maart en 5 april.
| Winnaar               | Uitslag             | Verliezer      |
| --------------------- | ------------------- | -------------- |
| RC Strasbourg         | 5-3                 | OGC Nice       |
| US Valenciennes-Anzin | 2-2 nv; 1-0         | RC Paris       |
| FC Nancy              | 3-1                 | Stade Français |
| AS Saint-Étienne      | 0-0 nv; 0-0 nv; 5-1 | Le Havre AC    |

### Halve finale
De wedstrijden werden op 15 april gespeeld.
| Winnaar               | Uitslag | Verliezer        |
| --------------------- | ------- | ---------------- |
| RC Strasbourg         | 3-1     | FC Nancy         |
| US Valenciennes-Anzin | 3-1     | AS Saint-Étienne |

### Finale
De wedstrijd werd op 6 mei 1951 gespeeld in het Stade Olympique Yves-du-Manoir in Colombes voor 61.492 toeschouwers. De wedstrijd stond onder leiding van scheidsrechter Paul Olivia.
| Winnaar                                        | Uitslag | Finalist              |
| ---------------------------------------------- | ------- | --------------------- |
| RC Strasbourg                                  | 3-0     | US Valenciennes-Anzin |
| René Bihel 24' Raymond Krug 34' André Nagy 87' |         |                       |

1917/18 · 1918/19 · 1919/20 · 1920/21 · 1921/22 · 1922/23 · 1923/24 · 1924/25 · 1925/26 · 1926/27 · 1927/28 · 1928/29 · 1929/30 · 1930/31 · 1931/32 · 1932/33 · 1933/34 · 1934/35 · 1935/36 · 1936/37 · 1937/38 · 1938/39 · 1939/40 · 1940/41 · 1941/42 · 1942/43 · 1943/44 · 1944/45 · 1945/46 · 1946/47 · 1947/48 · 1948/49 · 1949/50 · 1950/51 · 1951/52 · 1952/53 · 1953/54 · 1954/55 · 1955/56 · 1956/57 · 1957/58 · 1958/59 · 1959/60 · 1960/61 · 1961/62 · 1962/63 · 1963/64 · 1964/65 · 1965/66 · 1966/67 · 1967/68 · 1968/69 · 1969/70 · 1970/71 · 1971/72 · 1972/73 · 1973/74 · 1974/75 · 1975/76 · 1976/77 · 1977/78 · 1978/79 · 1979/80 · 1980/81 · 1981/82 · 1982/83 · 1983/84 · 1984/85 · 1985/86 · 1986/87 · 1987/88 · 1988/89 · 1989/90 · 1990/91 · 1991/92 · 1992/93 · 1993/94 · 1994/95 · 1995/96 · 1996/97 · 1997/98 · 1998/99 · 1999/00 · 2000/01 · 2001/02 · 2002/03 · 2003/04 · 2004/05 · 2005/06 · 2006/07 · 2007/08 · 2008/09 · 2009/10 · 2010/11 · 2011/12 · 2012/13 · 2013/14 · 2014/15 · 2015/16 · 2016/17 · 2017/18 · 2018/19 · 2019/20 · 2020/21 · 
2021/22 · 2022/23 · 2023/24 · 2024/25 ·